# Paniranismo

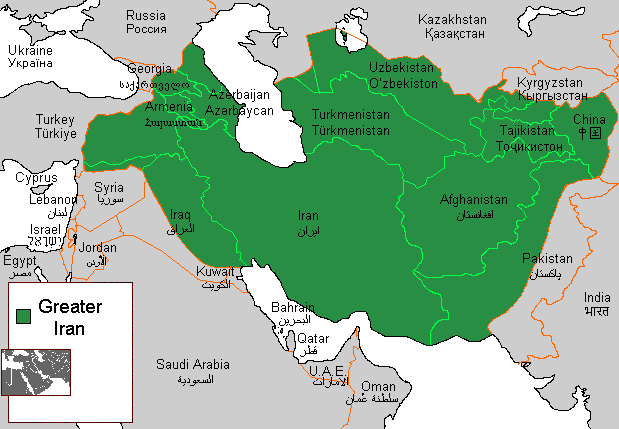
Geograficamente e culturalmente, il Grande Iran è generalmente riconosciuto nell'intero altopiano iraniano e le sue pianure confinanti, estende dalla Mesopotamia e dal Caucaso meridionale a ovest, al fiume Indo a est e dal fiume Oxus a nord nel Golfo Persico e nel Mare dell'Oman a sud.

Il paniranismo è un'ideologia che sostiene la solidarietà e la riunificazione dei popoli iraniani che vivono nella altopiano iranico e di altre regioni che hanno notevole influenza culturale iraniana, tra cui i persiani, azeri, Lurs, Gilaki, Mazanderani, curdi, Zazas, talysh, Tagiki, Pashtun, Hazara, Osseti, Beluci, ecc. Il primo teorico fu Mahmoud Afshar Yazdi.

## Origini e ideologia

Bandiera del Partito Pan-Iranista

Bandiera della SUMKA

Il politologo iraniano Mahmoud Afshar sviluppò l'ideologia pan-iraniana nei primi anni '20 in opposizione al panturkismo e al panarabismo, che erano visti come potenziali minacce per l'integrità territoriale dell'Iran. Ha anche mostrato una forte fiducia nel carattere nazionalista del popolo iraniano nel corso della lunga storia del paese.
A differenza di movimenti simili dell'epoca in altri paesi, il paniranismo era etnicamente e linguisticamente inclusivo e riguardava esclusivamente il nazionalismo territoriale, piuttosto che il nazionalismo etnico o razziale. Alla vigilia della prima guerra mondiale, i panturkmeni si concentrarono sulle terre di lingua turca dell'Iran, del Caucaso e dell'Asia centrale. Lo scopo finale era di convincere queste popolazioni a separarsi dalle più grandi entità politiche a cui appartenevano e ad unirsi alla nuova patria pan-turca.  Fu l'ultimo appello agli azeri iraniani, che, contrariamente alle intenzioni pan-turkmene, fecero sì che un piccolo gruppo di intellettuali azeri diventassero i più forti sostenitori dell'integrità territoriale dell'Iran.  Dopo la rivoluzione costituzionale in Iran, un nazionalismo romantico è stato adottato dai democratici azeri come reazione alle politiche irredentiste pan-turkmene che minacciano l'integrità territoriale dell'Iran.  Fu durante questo periodo che l'Iranismo e le politiche di omogeneizzazione linguistica furono proposti come natura difensiva contro tutti gli altri.  Contrariamente a quanto ci si potrebbe aspettare, soprattutto tra l'innovazione di questo nazionalismo difensivo c'erano gli azeri iraniani.  Si è osservato che assicurare l'integrità territoriale del paese è stato il primo passo per costruire una società basata sulla legge e su uno stato moderno.  Attraverso questo quadro, la loro lealtà politica ha superato le loro affiliazioni etniche e regionali.  L'adozione di queste politiche integrazioniste ha spianato la strada alla nascita del nazionalismo culturale del gruppo etnico titolare.

## Storia

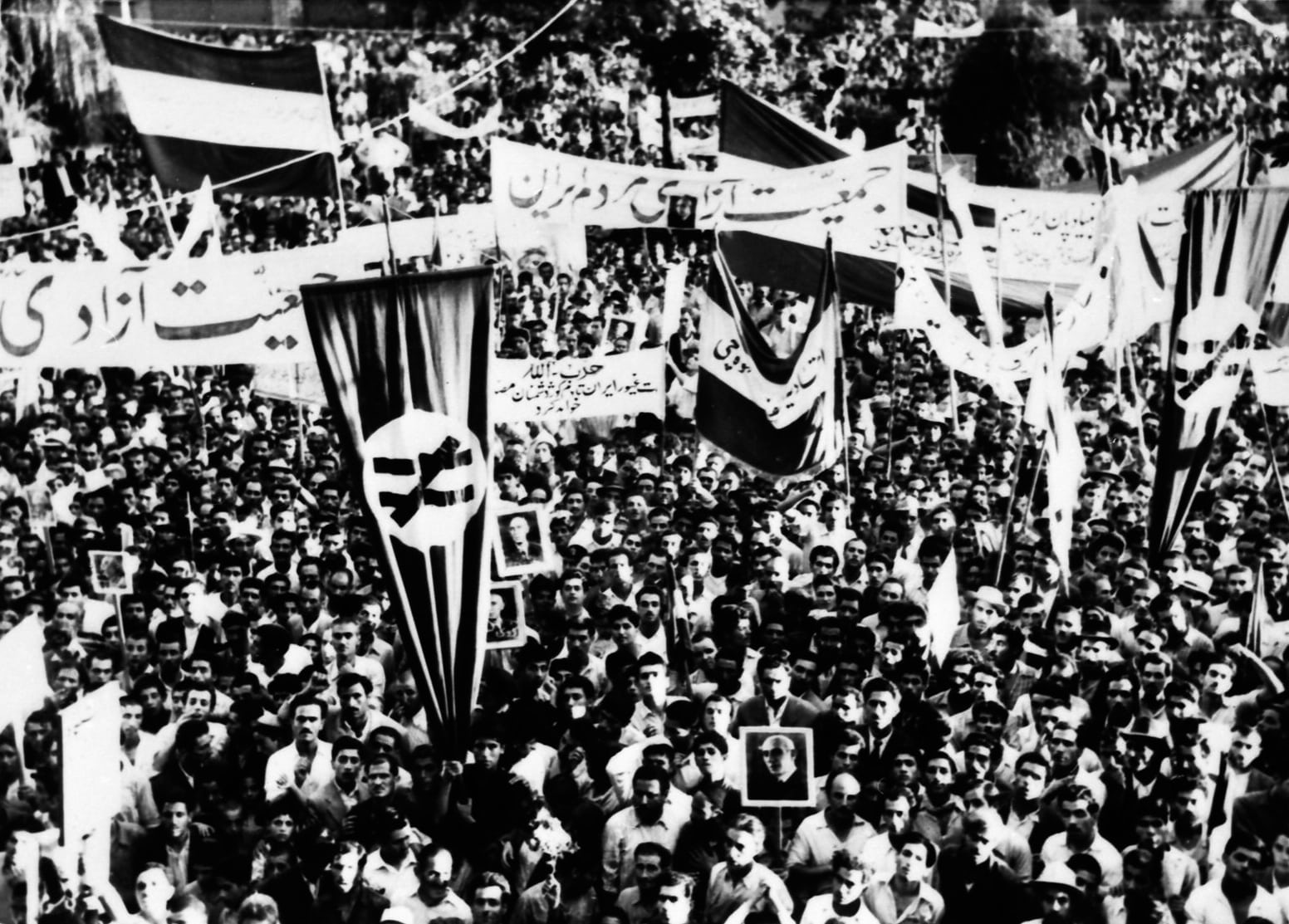
Bandiere paniraniane viste durante i raduni Pro-Mosaddegh a Teheran il 16 agosto 1953

Con il crollo della dinastia Qajar, che era caduta nella corruzione, e l'ascesa di Reza Shah Pahlavi nel 1925, che iniziò a introdurre riforme secolari che limitavano il potere del clero sciita, i nazionalisti iraniani e i pensatori socialisti avevano sperato che anche questa nuova era potesse favorire l'introduzione di riforme democratiche. Tuttavia, tali riforme non hanno avuto luogo. Questo è culminato nella graduale ascesa di male organizzati movimenti paniraniani composti da scrittori nazionalisti, insegnanti, studenti e attivisti alleati con altri movimenti pro-democrazia. 
Negli anni '40, in seguito all'invasione anglo-sovietica dell'Iran, il movimento paniraniano ottenne slancio e popolarità a causa del diffuso sentimento di insicurezza tra gli iraniani che videro il re, Reza Shah, impotente contro tale presenza straniera nel paese. C'erano soldati provenienti da Russia, Inghilterra, India, Nuova Zelanda, Australia e, in seguito, dall'America, presenti nel paese, in particolare nella capitale, Teheran. L'occupazione alleata influenzò una serie di movimenti studenteschi nel 1941. Uno di questi nuovi gruppi era un gruppo di guerriglieri nazionalisti sotterranei chiamato il gruppo Revenge, noto anche come Anjoman.  Il partito paniraniano fu fondato in seguito da due membri del gruppo Revenge e altri due studenti nella seconda metà degli anni Quaranta, all'università di Teheran. Anche se il movimento paniraniano era stato attivo nel corso del 1930, era stato poco organizzato con l'alleanza dei nazionalisti scrittori, insegnanti, studenti e attivisti. Il partito è stato la prima organizzazione ad adottare ufficialmente la posizione paniraniana, che ha creduto nella solidarietà e nella riunificazione delle popolazioni iraniane che abitano l'altopiano iraniano . Nel 1951, i leader del partito Mohsen Pezeshkpour e Dariush Forouhar furono in disaccordo sul modo in cui il partito avrebbe dovuto funzionare e si verificò una divisione. Le due fazioni differivano notevolmente per struttura organizzativa e pratica. La fazione Pezeskpour, che mantenne il nome del partito, credette di lavorare all'interno del sistema di Mohammad Reza Pahlavi . La fazione di Forouhar, che adottò un nuovo nome, Mellat Iran ( Partito della nazione iraniana ), credette di lavorare contro il sistema.

## Iran-e-Bozorg
Iran-e Bozorg è stato pubblicato periodicamente nella città di Rasht dall'attivista politico armeno Gregory Yeghikian ( in armeno Գրիգոր Եղիկյան?). Ha sostenuto l'unificazione delle popolazioni iraniane (ad esempio, afgani, curdi, ecc.), Inclusi gli armeni . Yaqikiān credeva che, con l'educazione e l'innalzamento dei livelli di consapevolezza delle persone, tale obiettivo fosse realizzabile con mezzi pacifici. La rivista ha beneficiato del contributo di numerosi intellettuali di spicco dell'epoca, tra cui Moḥammad Moʿin e ʿAli Esfandiāri (Nimā Yušij), e ha pubblicato articoli, poesie, una storia serializzata e alcune notizie. Ha anche pubblicato articoli a sostegno dei curdi che si erano ribellati alla ribellione in Turchia, provocando la protesta del consigliere turco a Rasht e portando alla messa al bando del giornale per ordine del ministro di corte. Yaqikiān tentò, senza successo, di rimuovere il divieto e infine si trasferì a Teheran, dove pubblicò il giornale Irān-e Konuni.